# Udor járás

Az Udor járás Komiföldön

Az Udor járás (oroszul Удорский район, komi nyelven Удора район) Oroszország egyik járása Komiföldön. Székhelye Koszlan.

## Népesség
- 2002-ben 25 083 lakosa volt, melynek 45,4%-a orosz, 40,9%-a komi, 5,1%-a ukrán, 1,3%-a fehérorosz.
- 2010-ben 20 400 lakosa volt, melynek 46,7%-a orosz, 40,3%-a komi, 3,8%-a ukrán, 1%-a fehérorosz.